# Nitrite-réductase à ferrédoxine

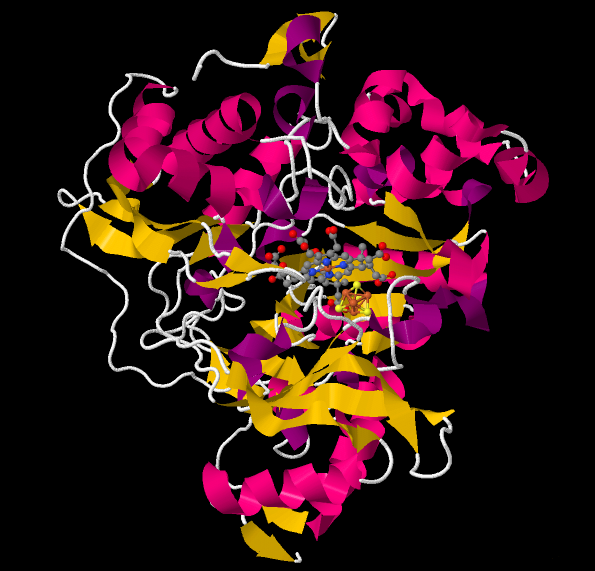
Structure de la nitrite réductase des épinards. Les chaînes protéiques sont colorées du N-terminal au C-terminal à l'aide d'un dégradé de couleurs arc-en-ciel (spectral). Réalisé en 2015 avec Jmol. Rendu basé sur 2AKJ.

La nitrite-réductase à ferrédoxine ou ferrédoxine/nitrite-réductase est une oxydoréductase qui catalyse la réaction :
NH3 + 2 H2O + 6 ferrédoxine oxydée  {\displaystyle \rightleftharpoons }  NO2− + 6 ferrédoxine réduite + 7 H+.
Cette enzyme intervient notamment dans la fixation de l'azote. Elle peut utiliser différentes isoformes de ferrédoxine ; dans les tissus photosynthétiques, elle utilise une ferrédoxine réduite par le photosystème I tandis que, dans les racines, elle utilise une FdIII qui peut être facilement réduite par le NADPH.